# 安龙站
安龙站位于中华人民共和国贵州省黔西南布依族苗族自治州安龙县德卧镇，距县城直线距离21公里，为南昆铁路上的一个四等客运站，兴建于1997年。目前车站仅办理货运业务，不办理客运业务。

## 周边景区
- 万峰林
- 万峰湖
- 安龙招提